# Alicia Rubio
Alicia Rubio (Madrid 15 de setembre de 1986) és una actriu espanyola de cinema, teatre i televisió.

## Biografia
Es va formar en la prestigiosa escola d'art dramàtic dirigida per Juan Carlos Corazza, escola també d'actors com Javier Bardem, Elena Anaya o Pilar López de Ayala. També es va formar amb diversos mestres de la talla de Julio Chávez i Claudio Tolcachir.
Va tenir les seves primeres oportunitats en la pantalla petita participant en sèries com Mesa para cinco, Alquilados i Cuestión de sexo.
Al cinema, va fer les seves primeres incursions en les pel·lícules 8 citas, de Peris Romano i Rodrigo Sorogoyen; i After, d'Alberto Rodríguez Librero. En 2012 va participar com a actriu secundària en la pel·lícula de Daniel Sánchez Arévalo, Primos on va interpretar a Tonya, infermera i núvia del personatge de José Miguel (Adrián Lastra).
En 2013 es va incorporar a la vuitena temporada de la sèrie de sobretaula Amar es para siempre, emesa diàriament en Antena 3. Rubio es va posar en la pell de Macarena, una jove estudiant de Dret en una època en què no era habitual que les dones estudiessin. També aquest any va tenir un petit paper en la pel·lícula de Daniel Sánchez Arévalo La gran familia española. Per aquesta interpretació va aconseguir el premi a millor actriu de repartiment als Premis de la Unión de Actores.
El 2014 després d'abandonar Amar es para siempre, Rubio va participar en vuit episodis de la sèrie de Cuatro Ciega a citas, on va interpretar a Alegría.
En 2015 va tornar a la televisió amb la sèrie Algo que celebrar, d'Antena 3, que només va comptar amb una temporada a causa de les seves baixes dades d'audiència. També va participar en la primera temporada de la sèrie Mar de plástico amb un personatge episòdic. A més, la vam veure en la pel·lícula de la directora María Ripoll Ara o mai, protagonitzada per María Valverde i Dani Rovira.
En 2016 intervé en la pel·lícula Tarde para la ira, dirigida pel qual va ser la seva parella durant deu anys, l'actor Raúl Arévalo.
A més, hem vist a Rubio en nombrosos muntatges teatrals al llarg es la seva carrera. Ha participat en l'obra Los miércoles no existen dirigida per Maite Peréz Astorga i Peris Romano. També ha intervingut a l'obra Dentro y Fuera, escrita i dirigida per Víctor García León; Cuatro estaciones y un día, coprotagonitzada per Sergio Mur al Teatro Lara i dirigida per Miguel Ángel Cárcano; Muere, Numancia, muere, escrita per Carlos Be i dirigida per Sonia Sebastián; Pequeña Pieza Psicopática, dirigida per Hernán Gristenin; Los trapos sucios dirigida per Ana López-Segovia; i Juventudes dirigida per Natxo López.
També ha intervingut en diversos curtmetratges destacant Sinceridad, dirigit per Paco Caballero, que protagonitzà amb Raúl Arévalo i amb el que va guanyar el premi a la millor actriu en el prestigiós festival Cortogenia l'any 2010. També ha participat a Cristales i De noche y de pronto, curt que va estar nominat als premis Goya de 2014.

## Filmografia

### Cinema
- Selfie (2017)
- Tarde para la ira (2015)
- Ara o mai (2015)
- Las ovejas no pierden el tren (2015)
- La gran familia española (2013)
- Primos (2011)
- Sinceridad (curtmetratge de Paco Caballero, 2010)
- After (2009)
- 8 citas (2008)

### Curtmetratges
- Cheque Polvo, de Paco Caballero
- Cristales, de Juan Ferro (2013)
- De noche y de pronto, Arantxa Etchevarría (2012)
- La nana, d'Héctor Domínguez-Viguera (2013)
- Vamos bonita, de Lorena Herández Tudela (2012)
- Sinceridad, de Paco Caballero (2010)
- Un amor, de Raúl Arévalo
- Foigras, de Raúl Arévalo
- Barreras, de Paco Caballero

### Televisió
- Pequeñas coincidencias (2018-2021)
- Tiempos de guerra, com Verónica (2017)
- Mar de plástico, com Ruth Ruiz (2015)
- Algo que celebrar, com Mariví (2015)
- Ciega a citas, comoAlegría (2014)
- Amar es para siempre, com Macarena Ponce (2013)
- Cuestión de sexo, com Ana (2009)
- Alquilados (2007)
- Herederos (2007)
- Mesa para cinco (2006)

### Teatre
- Vania (2017)
- Bajo Terapia
- El Amante
- Juventudes
- Los miércoles no existen
- Dentro y fuera
- Cuatro estaciones y un día
- Nosotros 2023
- Muere, Numancia, muere
- La casa de enfrente
- Pequeña pieza psicopatica
- Los trapos sucios
- Bocetos en 3D

## Premis i nominacions
Cortogenia
| Any  | Categoria                     | Pel·lícula | Resultat   |
| ---- | ----------------------------- | ---------- | ---------- |
| 2010 | Millor interpretació femenina | Sinceridad | Guanyadora |

Unión de Actores y Actrices
| Any  | Categoria                              | Pel·lícula               | Resultat   |
| ---- | -------------------------------------- | ------------------------ | ---------- |
| 2013 | Millor actriu de repartiment de cinema | La gran familia española | Guanyadora |

## Vida personal
Durant deu anys va mantenir una relació sentimental amb l'actor i director Raúl Arévalo, amb el qual ha coincidit en més d'una ocasió a la pantalla gran.